# 川上進一郎
川上 進一郎（かわかみ しんいちろう、生年不詳）は、歌手、シンガーソングライター、作曲家。北海道札幌市出身。
"究極のヴォーカリスト"と呼ばれるほどの透明な声を持つ。
コンピュータのプログラミングを趣味とし、主食はリンゴ。

## ディスコグラフィ
- 僕のオネスティ（07SH1830　1986年10月22日発売）
  - （作詞：神沢礼江／作曲：川上進一郎／編曲：星勝）（アニメ「11人いる!」主題歌）
    - C/W 心のブランコ（作詞：川村真澄／作曲：安田裕美／編曲：安田裕美・星勝）
- 海になりたい（07SH1968　1987年8月26日発売）
  - （作詞：神沢礼江・川上進一郎／作曲・コーラスアレンジ：川上進一郎／編曲：星勝）
  - （朝日放送系「ゆらり海遊記」エンディングテーマ）
    - C/W マドリガル（作詞・作曲：川上進一郎／編曲：星勝）
- 抱きしめさせて（07SH3025(EP)・10EH3025(CDS)・1988年3月21日発売）
  - （作詞：青木景子・小林まさみ／作曲：松藤英男／編曲：板倉文／コーラスアレンジ：川上進一郎）
  - （郵政省国債CFソング）
    - C/W 春に降る雪（作詞：青木景子／作曲・コーラスアレンジ：川上進一郎／編曲：アンディー・ナレル）

## 参加作品
「おもひでぽろぽろイメージ・アルバム」（1997年4月5日 STUDIO GHIBLI RECORDS）
- ワガママ（コーラス）
- 男女交際（コーラス）
- 田舎しらず（コーラス）
- アイドル（コーラス、Clap）
- 給食（コーラス）
- 生理のお話（コーラス）
- あべくん（コーラス）

## 主な作曲提供作品
- 浅野愛子 「銀の妖精」（作詞：麻生圭子）（12インチシングル）（1987年）
- 伊藤奈々美「僕たちの恋」（作詞：銀色夏生／編曲：長谷川智樹）（1989年）
- 井上和彦「SINCERELY」「THANK YOU」（作詞：篠原仁志／編曲：川上進一郎）
  - （アルバム『Long time no see』（1992年）収録）
- 酒井法子「天使がくれたレインボー」（作詞：松井五郎／編曲:星勝）
  - （アルバム『Blue Wind/NORIKO Part IV』（1989年）収録）
    - 名古屋デザイン博覧会のりピー館テーマソング
- 少女隊「FROM SANTA CLAUS VILLAGE」（作詞：佐藤純子／編曲：D.CREW）
- 高橋ひとみ「四月私に花が咲く」（作詞：松井五郎）
- 薬師丸ひろ子「心の片隅で」（作詞：風堂美起）
  - （アルバム『PRIMAVERA』（1991年）収録）
- 吉野千代乃「夢の旅人」（作詞：売野雅勇／編曲：Sync Box）
  - （アルバム『Rain Ballade』（1986年）収録）
- 米倉利紀 「無邪気な君が愛しい」（作詞：真間綾／編曲：フィリップ・セス）（1995年）